# 員鳳林
員鳳林，字悔生，陝西三原人，清朝政治人物、進士出身。

## 生平
咸豐五年，鄉試中舉。咸豐六年（1856年），登進士，后授兵部主事。同治八年，任雲南廣南府知府。光緒八年，任貴州石阡府知府、貴州貴陽府知府。光緒十三年，署貴州貴東道，次年。光緒十八年，署貴州按察使。光緒十九年，任安徽按察使。光緒二十年，署安徽布政使，護理安徽巡撫。光緒二十一年，任山西布政使，后兼署山西巡撫。光緒二十二年，任直隸布政使。光緒二十三年，任湖北布政使。光緒二十六年，任四川布政使。光緒二十八年，任安徽布政使。